# Fiano di Pescaglia
Fiano è un paese di 378 abitanti situato sui colli che separano la Val Pedogna dalla Freddana, in particolare sui colli che chiudono la Val Vinciola, sulle Alpi Apuane Meridionali, nel comune di Pescaglia, in provincia di Lucca, nell'Italia centrale.
Il paese segue uno sviluppo a stivale, il centro storico è composto da una via principale, che percorre il paese in direzione Nord-Sud, a cui si aggiungono numerose vie secondarie dette "rughe", corti o piazze; il complesso parrocchiale, al contrario di numerosi borghi medievali,è distaccato dal resto del paese, anche se con la nuova edilizia non si percepisce più questa distanza così marcata. L'altezza del paese varia da un minimo di 340 m s.l.m. a un massimo di 440 m s.l.m.
Fiano è diviso in tre località principali:
- cima Fiano.
- mezzo Fiano.
- fondo Fiano.

Queste località sono a loro volta divise in altre località minori. All'interno del territorio di Fiano è compreso Foce, un piccolo villaggio di pastori, a circa 500 m s.l.m.,  in cui è presente un oratorio dedicato a Nostra Signora della Neve, e un monumento agli alpini

## Origini del nome
il toponimo Flujano che significa podere di Fluio rimanda alle origini romane del villaggio, quando un colonio di nome Fluio potrebbe essersi stabilito nel luogo dove oggi sorge il paese, con la sua gente, ed aver fondato un piccolo villaggio; nonostante compaia per la prima volta nell'847 si suppone che i boschi che ricoprivano il paese fossero gia abitati da qualche secolo data anche l'abbondanza di acqua che garantisce quel territorio.

## Storia

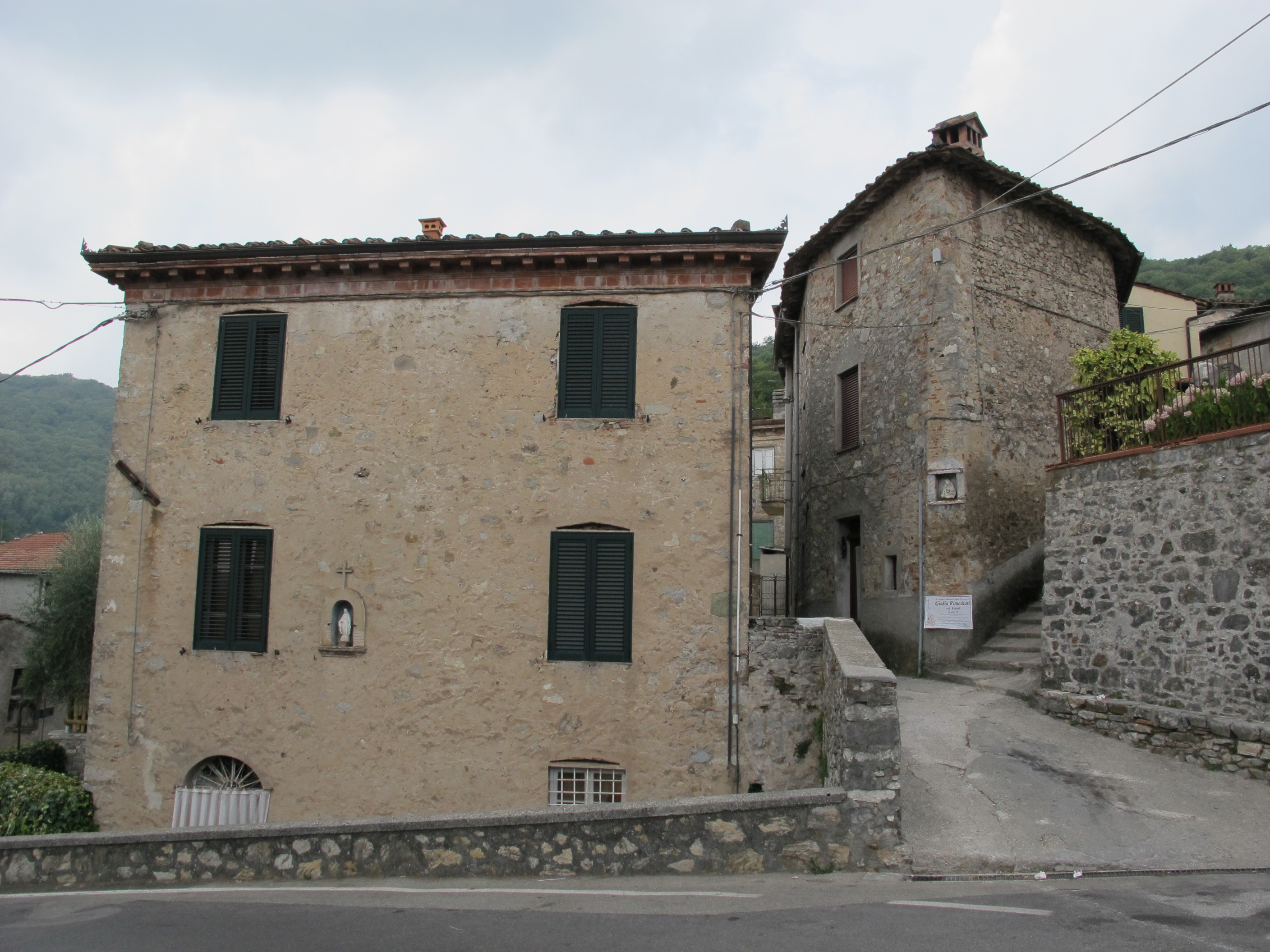
Uno scorcio della frazione

### Medioevo
Il paese di Fiano è per citare F. M.Pellegrini "un villaggio considerevole e fiorente a circa 450m di altitudine, comune poi sezione, la cui parrocchia è intitolata a San Pietro."
le origini del villaggio risalgono a tempi remoti, notizie certe dell'esistenza del borgo se ne hanno intorno all'anno 847,in cui in una carta Rachiperto del fu Rodulo dona una casa e dei terreni in Fiano, in un'altra carta dell'854 il prete Bellisario donò una casa con annessi dei terreni alla chiesa di Santa Maria di Lucca. L'esistenza di una chiesa a Fiano compare per la prima volta in un documento datato 984 in cui il Vescovo di Lucca Teudigrimo allivella a Giovanni del Fu Adolfo dei beni appartenenti alla chiesa di Fiano; in un'altra carta del 989 lo stesso Teudigrimo allivellò altri suoi beni posti in Flojano (Fiano) alla chiesa di Valdottavo. In un documento del 1076 si fa riferimento invece all'esistenza del castello di cui oggi non rimangono tracce,è noto inoltre che a settentrione di Fiano fino al secolo scorso esisteva una torre per le segnalazioni, di cui oggi rimangono solo i ruderi. Nel XIII secolo con la proclamazione della Repubblica di Lucca, Fiano fu inserito nel distretto delle sei miglia, ma all'inizio del XVII secolo, cambiò giurisdizione e passò sotto la Vicaria di Pescaglia dove rimase fino al 1860.

### Cinquecento, Seicento e Settecento
Tra il XIV e il XVII secolo, il borgo fu anche un comune con un proprio statuto. La chiesa figura nel catalogo del 1260 come appartenente al piviere di Monsagrati. in seguito figura nella visita pastorale del 1680 dalla quale si desume che avesse cinque altari: il maggiore dedicato a S.Pietro, a destra dell'altare maggiore c'era quello della santissima annunziata, a sinistra l'altare di S. Antonio da Padova, a destra dell'ingresso quello barocco della Vergine del Carmine, e a sinistra quello dedicato a S. Orsola, in seguito compare nelle visite del 1771 e del 1781, dove si fa riferimento al nuovo cimitero e al fonte battesimale del 1880 e si accenna al XII o XIV secolo come data di fondazione della chiesa. Il campanile nella parte inferiore ha sicuramente origini medievali, nella sua conformazione attuale esso appare assai alto e conserva due campane molto grandi di circa 1100 e 1500 kg, e altre due piccole.

### Novecento (la costruzione della nuova chiesa)

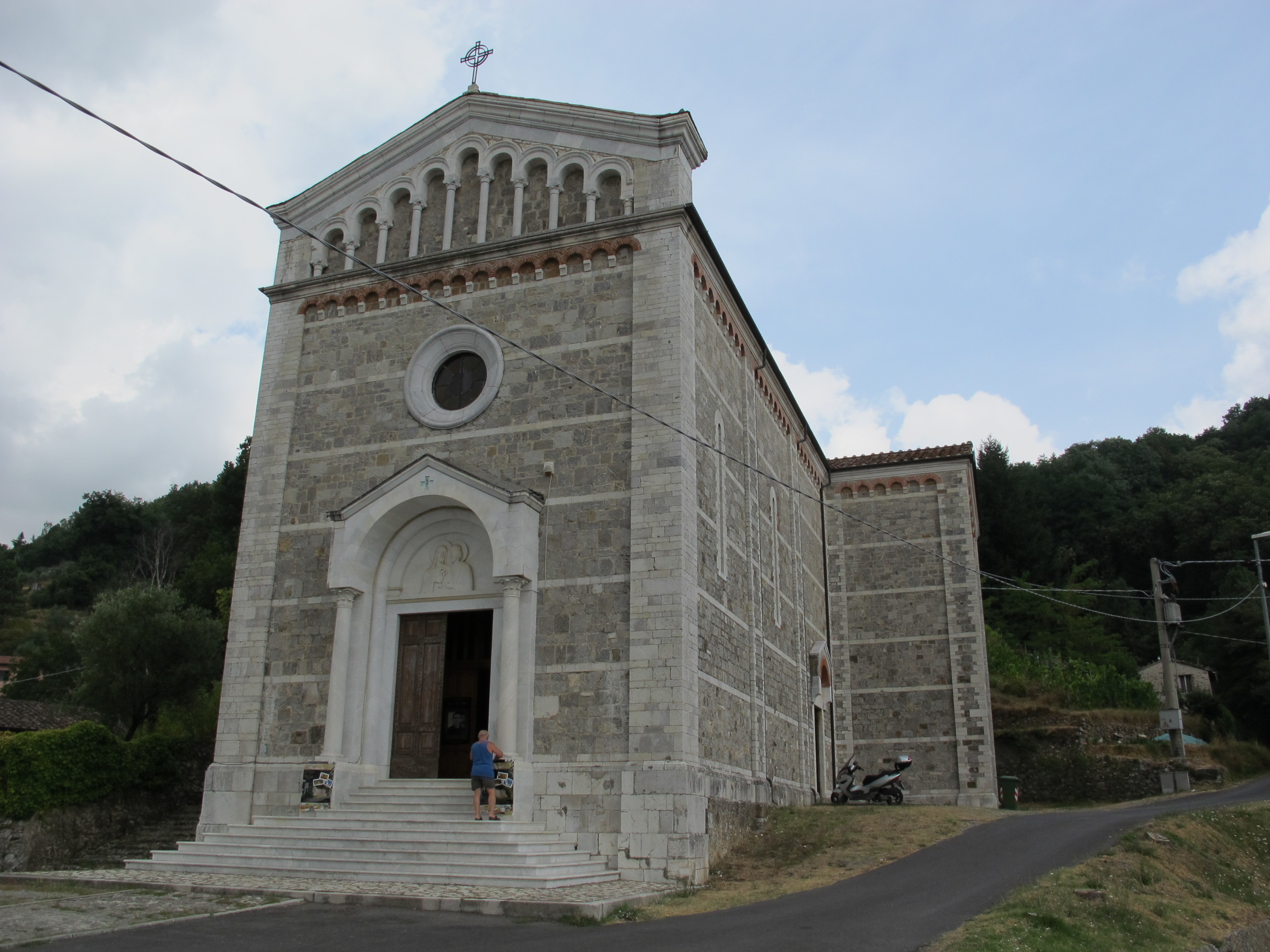

Agli inizi del Novecento la vecchia chiesa fu demolita perché era pericolante e non era più in grado di contenere la crescente popolazione del paese.
Così in periodo piuttosto recente durante il priorato di Don Giuseppe Quilici fu costruita la chiesa attuale tra il 1912 e il 1923 sotto la guida dell'ingegnere Gino Chierici. Essa si presenta con un'unica navata a croce latina, la facciata in marmo bianco di Carrara è alta 15m, al suo interno la chiesa conserva tre altari, il maggiore dedicato al titolare, a destra quello dedicato alla Vergine del Carmine e a sinistra quello dedicato al Sacro Cuore di Gesù, inoltre conserva un pregevole organo a canne, un'acquasantiera del 1700, il fonte battesimale del 1880 una via crucis della metà del novecento e numerose altre opere. Nella chiesa è sepolto Don Aldo Mei parroco di Fiano giustiziato il 4 agosto 1944 dai nazisti perché accusato di aver protetto un ebreo e aver amministrato i sacramenti ai partigiani. Aldo Mei era nato a Ruota, frazione del comune di Capannori (LU), nel 1912, il 15 agosto 1935 fece il suo ingresso come parroco di Fiano, subito si impegno in numerose attività tra cui la creazione della compagnia del Sacro Cuore e la fondazione di un asilo intitolato sempre al Sacro Cuore, le sue gesta sono ancora impresse nell'animo dei fianesi, infatti poco tempo dopo gli è stato inaugurato il monumento in suo onore, e gli è stata intitolata la via principale che passando da Fiano, unisce San Martino in Freddana a Trebbio.

## Economia
L'economia del borgo si basava sull'agricoltura, sulla pastorizia, sull'allevamento dei bachi da seta e sulla produzione della seta, esistevano infatti numerose filande nel paese. Inoltre Fiano era caratterizzato dalla presenza di numerose sorgenti d'acqua, che si univano nel Loaglio il piccolo torrente che scorreva lungo la via principale del paese, grazie alla presenza dell'acqua era difficile che il paese soffrisse la siccità nei giorni più caldi dell'estate, inoltre il comune di Fiano stipulò molti trattati con i paesi vicini che concedevano a questi ultimi di usufruire dell'acqua di Fiano.
le selve dei castagni che circondano da sempre il paese, hanno sfamato i suoi abitanti, non per niente il castagno è chiamato 'albero del pane', fino agli anni cinquanta, le selve venivano pulite più volte all'anno, inoltre la zona compresa tra i Monti Acuto e Pruno, era coltivata con grano e cereali; i verdi prati posti tra questi monti e sopra il paese venivano usati dai pastori per l'allevamento delle capre, delle pecore e delle mucche. Molto importante è anche la produzione dell'olio grazie ai numerosi uliveti che, negli ultimi anni sono stati portata fin sopra il paese, mentre prima erano coltivati fino a un massimo di 350m s.l.m. Tuttora capita che durante gli inverni particolarmente rigidi, alcune piante di ulivo vengano bruciate dal freddo.

## Eventi

### Festa Triennale della Madonna del Carmine
Celebrata ogni tre anni in maniera solenne, la Triennale del Carmine, detta più comunemente "Il Festone", è la festa più importante di Fiano, essa viene festeggiata la prima domenica dopo il 16 luglio. Il 16 luglio viene celebrata la messa nell'oratorio di Foce, il Sabato viene organizzata la luminara, che percorre la via principale del paese dalla marginina della Madonna in Fondo Fiano fino alla chiesa parrocchiale, in quell'occasione, l'intero percorso viene illuminato con i lumini, le candele e le fiaccole; la Domenica mattina c'è la messa solenne, mentre il pomeriggio, dopo il vespro, viene fatta la processione,in cui la statua della madonna viene portata per le vie del paese, e a cui tradizionalmente sono presenti la banda, le autorità del luogo e anche le parrocchie vicine. In quell'occasione per rendere decorato il percorso della processione, un gruppo di persone dette "madonnari" disegnano sulla strada disegni raffiguranti immagini religiose, inoltre vengono illuminati tutto il percorso della processione, il campanile e la facciata della chiesa.

### Fiano nel mondo delle Fiabe
Fiano nel mondo delle fiabe è una manifestazione che si svolge all'interno del borgo di Fiano l'ultima Domenica di Novembre, per le vie del paese vengono posizionati numerosi stand sia enogastronomici sia natalizi, il paese viene invaso dai personaggi delle fiabe, inoltre viene allestita per l'occasione la casa di Babbo Natale.

## Monumenti e luoghi d'interesse
- Chiesa di San Pietro Apostolo